# Academia Sinica
Academia Sinica (AS; chinês:中央研究院, literalmente: "academia de pesquisa central"), com sede no distrito de Nangang, Taipei, é a academia nacional de Taiwan. Apoia as atividades de investigação numa grande variedade de disciplinas. Desde as ciências matemáticas e físicas, às ciências da vida e às humanidades e ciências sociais. Como um instituto educacional, oferece treinamento e bolsas de estudo para PhD por meio do Programa de Pós-Graduação em Taiwan da língua inglesa em biologia, agricultura, química, física, informática e ciências da terra e do meio ambiente. A Academia Sinica está classificada em 144º lugar no Nature Publishing Index - 2014 Global Top 200 e 22º nas Instituições de Pesquisa Mais Inovadoras do Mundo da Reuters. O atual presidente desde 2016 é James C. Liao, especialista em engenharia metabólica, biologia de sistemas e biologia sintética.